# Kids (chanson de MGMT)
Pour les articles homonymes, voir Kid.
Singles de MGMT
Metanoia
(2008) Flash Delirium
(2010)
Kids est une chanson du groupe MGMT présente sur l'album Oracular Spectacular et sortie en single le 13 octobre 2008. Mais elle figurait déjà auparavant sur l'EP Time to Pretend paru en 2005. En 2016, elle est nommée par le magazine New Musical Express « meilleure chanson de l'année 2008 ».
La chanson a été utilisée sans autorisation par l'Union pour un mouvement populaire (UMP) pendant des meetings et sur son site internet, ce qui a conduit à une plainte du groupe qui a été réglée à l'amiable par le versement de 30 000 € de dédommagement par le parti politique, après une première offre d'un euro symbolique refusée et jugée « insultante ».
Depuis, Kids a fait l'objet de plusieurs reprises et samples par différents artistes,.

## Classements
| Classement                              | Meilleure position |
| --------------------------------------- | ------------------ |
| Allemagne (Media Control AG)            | 48                 |
| Australie (ARIA)                        | 21                 |
| Autriche (Ö3 Austria Top 40)            | 42                 |
| Belgique (Flandre Ultratop 50 Singles)  | 19                 |
| Belgique (Wallonie Ultratop 50 Singles) | 32                 |
| Danemark (Tracklisten)                  | 33                 |
| France (SNEP)                           | 27                 |
| Norvège (VG-lista)                      | 1                  |
| Nouvelle-Zélande (RMNZ)                 | 29                 |
| Royaume-Uni (UK Singles Chart)          | 16                 |
| Suisse (Schweizer Hitparade)            | 43                 |

## Reprises et samples
Quelques reprises notables :
- 2008 : le groupe Cage the Elephant dans une version acoustique interprétée à la BBC ;
- 2009 :
  - le chanteur australien Ben Lee sur son album The Rebirth Of Venus ;
  - Weezer en concert dans un medley avec Poker Face de Lady Gaga[17] ;
  - The Kooks sur la compilation Like a Version (en) vol. 5 ;
- 2010 :
  - le duo japonais Vanilla Beans sur sa compilation VaniBest ;
  - le pianiste Maxence Cyrin sur son album Novö Piano ;
- 2017 : la chanteuse argentine Karen Souza sur l'album Velvet Vault ;
- 2019 : le groupe français Leonie pour son 4e single.

Samples :
- 2009 : Sebastian Ingrosso dans le single Kidsos ;
- 2010 :
  - Chiddy Bang dans The Opposite of Adults, paru sur l'EP du même nom ;
  - Girl Talk dans Get It Get It, sur l'album All Day ;
- 2011 :
  - Frank Ocean dans Soul Calibur, sur l'album Nostalgia, Ultra ;
  - The Axis of Awesome dans 4 Chords, sur Animal Vehicle.